# Sulfato de magnesio (uso médico)
El sulfato de magnesio como medicamento se usa para tratar y prevenir el nivel bajo de magnesio en la sangre y las convulsiones en mujeres con eclampsia. También se usa en el tratamiento de la torsades de pointes, exacerbaciones graves del asma, estreñimiento y envenenamiento por bario. Se administra mediante inyección en una vena o músculo, así como por vía oral. También se utiliza para baños minerales como sales de Epsom.
Los efectos secundarios comunes incluyen presión arterial baja, enrojecimiento de la piel y calcio en la sangre bajo. Otros efectos secundarios pueden incluir vómitos, debilidad muscular y disminución de la respiración. Si bien existe evidencia de que el uso durante el embarazo puede dañar al bebé, los beneficios en ciertas condiciones son mayores que los riesgos. Su uso durante la lactancia materna se considera seguro. El sulfato de magnesio para uso médico es la sal heptahidratada de sulfato de magnesio. La forma en que funciona no se comprende completamente, pero se cree que implica deprimir la acción de las neuronas.
El sulfato de magnesio entró en uso médico al menos desde 1618. Está en la Lista de medicamentos esenciales de la Organización Mundial de la Salud, los medicamentos más efectivos y seguros que se necesitan en un sistema de salud. El costo mayorista en el mundo en desarrollo es de aproximadamente US$0,35 a 8,73 por 10 ml de solución al 50%. En el Reino Unido 4 ml de solución al 20% le cuestan al NHS aproximadamente £10,23. En los Estados Unidos, un ciclo de medicamentos generalmente cuesta menos de US$25.

## Usos médicos

### Eclampsia
El sulfato de magnesio es el tratamiento primario y la medida preventiva en mujeres con eclampsia. Reduce la presión arterial sistólica mientras mantiene la presión arterial diastólica, por lo que deja el flujo de sangre al feto sin compromiso.
En caso de pacientes diabéticas se debe administrar previamente a la polarización del suero dextrosa al 5% con insulina corriente. No reviste contraindicación alguna si se administran en forma simultánea.

### Partos prematuros
El sulfato de magnesio se utilizó en un momento como un producto tocolítico, pero los metanálisis no lo respaldan como un medicamento contra las contracciones. El uso por períodos prolongados (más de cinco a siete días) puede ocasionar problemas de salud al bebé.
En las personas con riesgo de parto prematuro, el sulfato de magnesio parece disminuir el riesgo de parálisis cerebral. No está claro si ayuda a los que nacen a término. Las pautas para el uso de sulfato de magnesio en madres con riesgo de parto prematuro no se respetan enérgicamente.

### Sales de baño
El sulfato de magnesio se usa en sales de baño, particularmente en la terapia de flotación, donde las altas concentraciones elevan la gravedad específica del agua del baño, lo que hace que el cuerpo sea más flotante. Tradicionalmente, también se utiliza para preparar baños de pies, destinados a calmar los pies adoloridos. La razón para la inclusión de la sal es parcialmente cosmética: el aumento de la fuerza iónica evita algunas de las arrugas temporales de la piel (maceración parcial) causadas por la inmersión prolongada de las extremidades en agua pura. Los iones de magnesio y sulfato están presentes de forma natural en algunas aguas minerales. Los beneficios de salud declarados de los baños de sales de Epsom no han sido probados.

### Pasta
También se encuentra disponible una pasta de sulfato de magnesio que se dice que es útil para pequeños forúnculos o infecciones localizadas. La composición estándar de la Farmacopea británica es sulfato de magnesio seco al 47,76% p/p, fenol 0,49% p/p y glicerol (E422).

## Investigación
El sulfato de magnesio se ha utilizado como un tratamiento experimental del síndrome de Irukandji causado por el envenenamiento por ciertas especies de medusas Irukandji, pero la eficacia de este tratamiento sigue sin demostrarse.